# Hypoport
Die Hypoport SE (Eigenschreibweise: HYPOPORT) mit Hauptsitz in Lübeck ist Muttergesellschaft eines Netzwerks von plattformorientierten Technologieunternehmen für die Kredit-, Immobilien- und Versicherungswirtschaft, die in entsprechenden drei Segmenten gruppiert sind. Sie übernimmt die Aufgaben einer Strategie- und Managementholding. Die Aktien der Gesellschaft sind an der Deutschen Börse im Prime Standard gelistet und im MDAX vertreten. Im Jahr 2017 überschritt die Marktkapitalisierung der Hypoport SE erstmals 1 Mrd. Euro, im Jahr 2019 die Grenze von 2 Mrd. Euro und im Jahr 2020 die Grenze von 3 Mrd. Euro.

## Geschichte
Die Hypoport AG wurde 1999 in Berlin gegründet. Ende 2001 fusionierte sie mit der seit 1954 bestehenden Dr. Klein & Co. AG. Am 29. Oktober 2007 ging die Hypoport AG an die Börse. Im Jahr 2008 wurde gemeinsam mit der Deutschen Postbank AG die Tochtergesellschaft Starpool Finanz GmbH gegründet. Gemeinsam mit Instituten des genossenschaftlichen Finanzverbundes entstand ebenfalls im Jahr 2008 das Gemeinschaftsunternehmen Genopace GmbH. Im Jahr 2009 gründete die Hypoport AG gemeinsam mit dem Ostdeutschen Sparkassenverband die Finmas GmbH, den Finanzmarktplatz für Sparkassen. Seit 2020 betreibt Hypoport das Gemeinschaftsunternehmen FINMAS gemeinsam mit der Finanz Informatik (FI). Die drei Gesellschaften sind dem Segment Kreditplattform zuzuordnen.
Im Dezember 2015 wurden die Hypoport Aktien in den SDAX aufgenommen.
Zwischen 2016 und 2018 wurden mehrere auf InsurTech spezialisierte Softwareanbieter erworben und zu der Gesellschaft Smart InsurTech AG zusammengefasst, welche das Zentrum des seit 2017 bestehenden Segments Versicherungsplattform bildet.
Im Frühjahr 2018 übernahm die Hypoport AG die FIO SYSTEMS AG und die Value AG. Hierauf aufbauend wurde das neue Segment Immobilienplattform geschaffen, welches alle Aktivitäten der Hypoport-Gruppe mit dem Ziel der Digitalisierung von Vermarktung, Bewertung, Finanzierung und Verwaltung von Immobilien bündelt. Im Jahr 2017 wollte die Hypoport AG Grundstück und Gebäude des bislang gemieteten Stammsitzes in der Klosterstraße erwerben, um sich langfristig zu dem Standort Berlin zu bekennen, doch die Stadt Berlin übte ihr Vorkaufsrecht aus. Daraufhin wurde auf der Hauptversammlung am 4. Mai 2018 die Verlagerung des Unternehmenssitzes nach Lübeck beschlossen. Im Mai 2020 bezog das Unternehmen neue Büroräume in der Europacity in der Nähe des Berliner Hauptbahnhofs.
Im Jahr 2020 erfolgte die Umwandlung der Hypoport AG in die Hypoport SE, um die europäischen Standorte der Gruppe zu integrieren.
Die Aktien der Hypoport SE sind an der Deutschen Börse im Prime Standard gelistet und seit 2015 im Auswahlindex SDAX oder MDAX vertreten.

## Segmente

### Kreditplattform
Das Segment Kreditplattform betreibt mit dem internetbasierten B2B-Kreditmarktplatz Europace eine Plattform zum Abschluss von Immobilienfinanzierungen, Bausparprodukten und Ratenkrediten. Die Genopace GmbH wurde im Jahr 2008 als interner Vermittlungskoordinator für den genossenschaftlichen Bankensektor gegründet. Die Finmas GmbH ist ein 2009 gemeinsam mit dem Ostdeutschen Sparkassenverband gegründetes, ab 2020 in Zusammenarbeit mit der Finanz Informatik betriebenes Tochterunternehmen, welches den Kreditmarktplatz für die Mitglieder der Sparkassen-Finanzgruppe bildet.
Die B2B-Vertriebsgesellschaften Starpool GmbH und Qualitypool GmbH mit ihrem Baufinanzierungsgeschäft werden ebenfalls dem Segment Kreditplattform zugeordnet.
Zudem zählen auch die REM Capital AG und die Fundingport GmbH zum Segment Kreditplattform.

### Privatkunden
Die Dr. Klein Privatkunden AG vertreibt Immobilienfinanzierungen und weitere Finanzdienstleistungsprodukte an Verbraucher. Die Vergleich.de Gesellschaft für Verbraucherinformation mbH vertreibt über Onlinevergleiche Finanzprodukte aus den Kategorien Immobilienfinanzierungen, Konsumentenkredite und einfache Bankprodukte.

### Immobilienplattform
Das Segment Immobilienplattform bündelt seit 2018 alle immobilienbezogenen Aktivitäten der Hypoport-Gruppe außerhalb der privaten Finanzierung mit dem Ziel der Digitalisierung von Vermarktung, Bewertung, Finanzierung und Verwaltung von Immobilien.

### Versicherungsplattform
Das Segment Versicherungsplattform betreibt mit Smart Insur eine internetbasierte B2B-Plattform zur Beratung, zum Tarifvergleich und zur Verwaltung von Versicherungspolicen. Zudem wird dem Segment auch der Versicherungsbereich der B2B-Vertriebsgesellschaft Qualitypool GmbH zugeordnet. Zum Beginn des Jahres 2020 beteiligte sich die Hypoport Gruppe zudem an der ePension GmbH & Co. KG, einer digitalen Plattform für die Verwaltung betrieblicher Vorsorgeprodukte.

## Aktie und Anteilseigner
Die Aktien der Hypoport SE werden seit dem 29. Oktober 2007 an der Frankfurter Wertpapierbörse gehandelt und sind im SDAX notiert. Die ISIN lautet DE0005493365 (WKN 549336, Kürzel: HYQ). Der größte Einzel-Aktionär ist Ronald Slabke (Revenia GmbH), Vorstandsvorsitzender der Hypoport SE. Insgesamt gibt es rund 6,5 Millionen Stückaktien. Der Streubesitz gemäß Definition der Deutschen Börse AG beträgt über 62 Prozent der ausgegebenen Aktien.